# XII (album)
XII è il nono album del gruppo musicale rock britannico Barclay James Harvest, pubblicato nel 1978. È l'ultimo a presentare il membro fondatore Stuart "Wolly" Wolstenholme alla tastiera.

## Formazione
- John Lees - voce, chitarra
- Les Holroyd - voce, basso
- Stuart Wolstenholme - voce, tastiera
- Mel Pritchard - batteria

## Tracce
1. Fantasy: Loving Is Easy (4:00)
2. Berlin (4:47)
3. Classics: A Tale of Two Sixties (3:34)
4. Turning in Circles (3:30)
5. Fact: the Closed Shop (3:46)
6. In Search of England (4:12)
7. Sip of Wine (4:22)
8. Harbour (3:42)
9. Science Fiction: Nova Lepidoptera (5:45)
10. Giving It Up (4:35)
11. Fiction: The Streets of San Francisco (5:41)

## Tracce Edizione rimasterizzata 2003
1. Fantasy: Loving Is Easy (4:00)
2. Berlin (4:47)
3. Classics: A Tale of Two Sixties (3:34)
4. Turning in Circles (3:30)
5. Fact: the Closed Shop (3:46)
6. In Search of England (4:12)
7. Sip of Wine (4:22)
8. Harbour (3:42)
9. Science Fiction: Nova Lepidoptera (5:45)
10. Giving It Up (4:35)
11. Fiction: The Streets of San Francisco (5:41)
12. Berlin (single edit) (traccia bonus)
13. Loving Is Easy (single version) (traccia bonus)
14. Turning in Circles (alternative mix) (traccia bonus)
15. The Closed Shop (alternative mix) (traccia bonus)
16. Nova Lepidoptera (instrumental mix) (traccia bonus)